# Eddie Albert
Edward Albert Heimberger (Rock Island, 22 april 1906 – Pacific Palisades, 26 mei 2005) was een Amerikaans acteur.
Albert begon zijn carrière als circusartiest en zanger. In 1933 maakte Eddie Albert zijn theaterdebuut in Broadway, en drie jaar later speelde hij voor het eerst in een film. Zowel voor zijn rol in Roman Holiday (1953) alsook in The Heartbreak Kid (1972) werd hij genomineerd voor een Oscar. Daarnaast is hij ook opgenomen in de Hollywood Walk of Fame.
Naast films was hij ook bekend door zijn optredens in televisieseries zoals Falcon Crest, Green Acres en Petticoat Junction.
Eddie Albert, een alzheimerpatiënt, overleed uiteindelijk op 99-jarige leeftijd aan de gevolgen van een longontsteking.